# Ривольта-д’Адда
Ривольта-д’Адда (итал. Rivolta d'Adda) — коммуна в Италии, располагается в регионе Ломбардия, в провинции Кремона.
Население составляет 7837 человек (2008 г.), плотность населения составляет 261 чел./км². Занимает площадь 30 км². Почтовый индекс — 26027. Телефонный код — 0363.
Покровителями коммуны почитаются Sant’Alberto Quadrelli и святая Аполлония Александрийская, празднование 4 июля.

## Демография
Динамика населения:

## Администрация коммуны
- Официальный сайт: http://www.comune.rivoltadadda.cr.it/